# Govihan
Govihan est une petite île (12 hectares) du golfe du Morbihan rattachée administrativement à la commune de Sarzeau. Elle est située au sud-est de la pointe de Nioul de l'île aux Moines et à 650 mètres au nord de la pointe de Logeo.
Elle a été déboisée par ses propriétaires pour mettre fin aux nuisances provoquées par l’importante nidification de grands cormorans et d’ibis sacrés provenant de l'île des Œufs dont les arbres avaient été coupés.

## Toponymie
"Govihan" en breton peut signifier Petite forge, par gov(el) (forge) et bihan (petit), avec mutation au féminin vihan ; ou Petite auge, par komm (auge) et vihan, dont l'île prend effectivement la forme en U aplati. En breton vannetais, ce nom se prononce [gwijɑ̃n] ou [gwijɑ̃] .

## Statut
Govihan est une île privée, divisée en deux propriétés détenues par des familles industrielles (robinetterie et électricité domestique).
On y accède par la mer uniquement. L’île étant privée, les visiteurs peuvent y accoster (c'est plus facile sur la longue plage), s'y baigner ou en faire le tour, mais sans pénétrer à l'intérieur de l'île.